# Eulalia di Barcellona
Sant'Eulalia di Barcellona, nota anche come Aulaire, Aulazia, Olalla, Eulària o Laia (Barcellona, 290 – Barcellona, 12 febbraio 303), fu una giovane cristiana che subì il martirio a tredici anni sotto Diocleziano, venerata come santa e patrona di Barcellona. A tutt'oggi ci sono delle discussioni in merito alla possibilità che si tratti della stessa santa conosciuta come Eulalia di Mérida, la cui storia è simile.

## Agiografia
Poiché rifiutò di rinnegare la sua fede cristiana, Eulalia fu sottoposta dai romani a 13 torture fra cui:
- Fu chiusa in un barile pieno di chiodi (o pezzi di vetro) e fatta rotolare in una strada identificata dalla tradizione con l'attuale Baixada de Santa Eulalia ("discesa di Sant'Eulalia)[2].
- Le furono tagliati i seni.
- Fu crocifissa su una croce a forma di X.
- Alla fine fu decapitata.

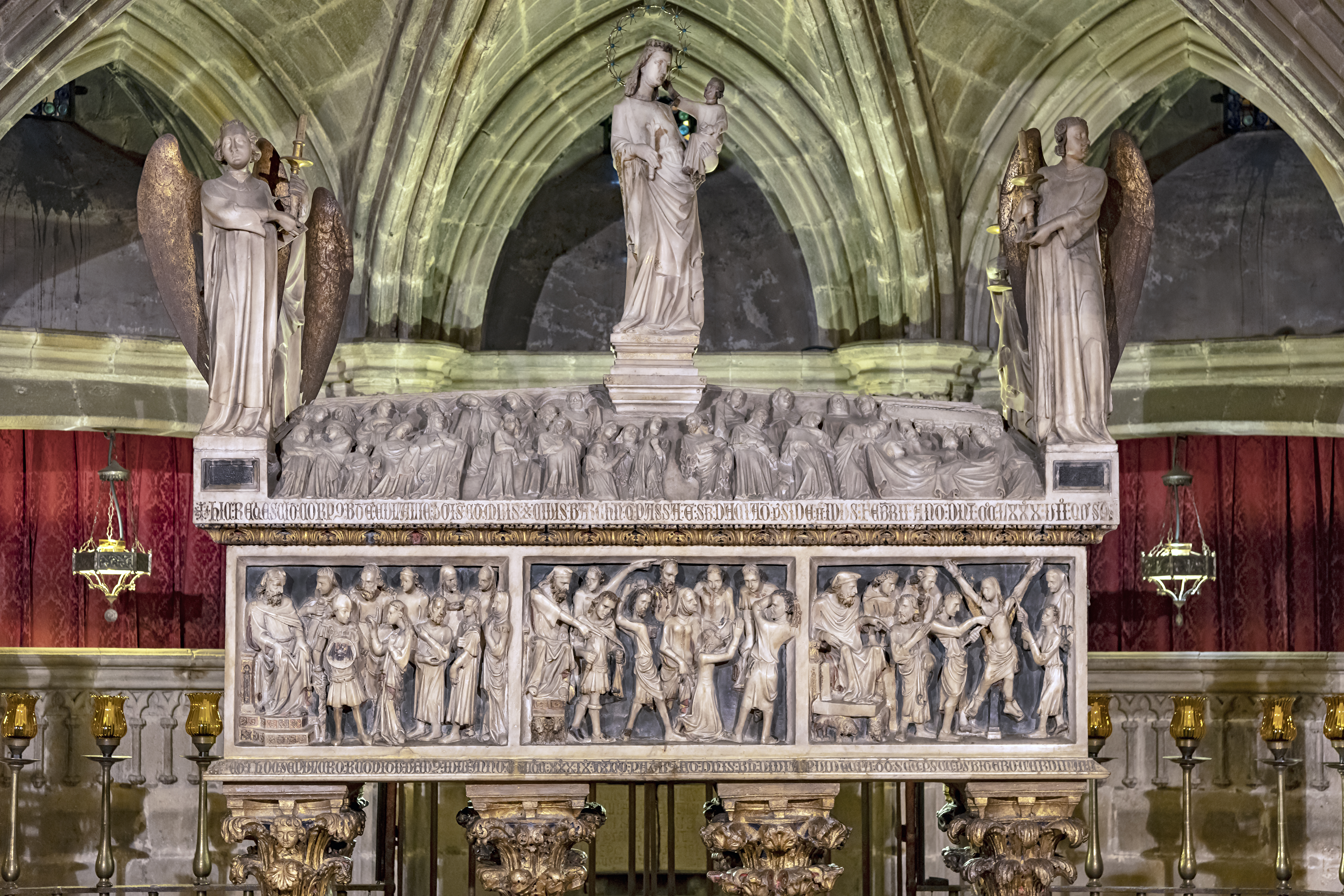
Tomba della Santa nella Cattedrale di Barcellona

Si narra che una colomba fosse volata dal suo petto alla fine del martirio a simbolo della sua anima. Questa è un'altra somiglianza con la storia di Eulalia di Mérida, di cui però si narra che la colomba spiccò il volo dalla bocca. Esistono inoltre delle sovrapposizioni fra le torture attribuite all'una e all'altra santa.

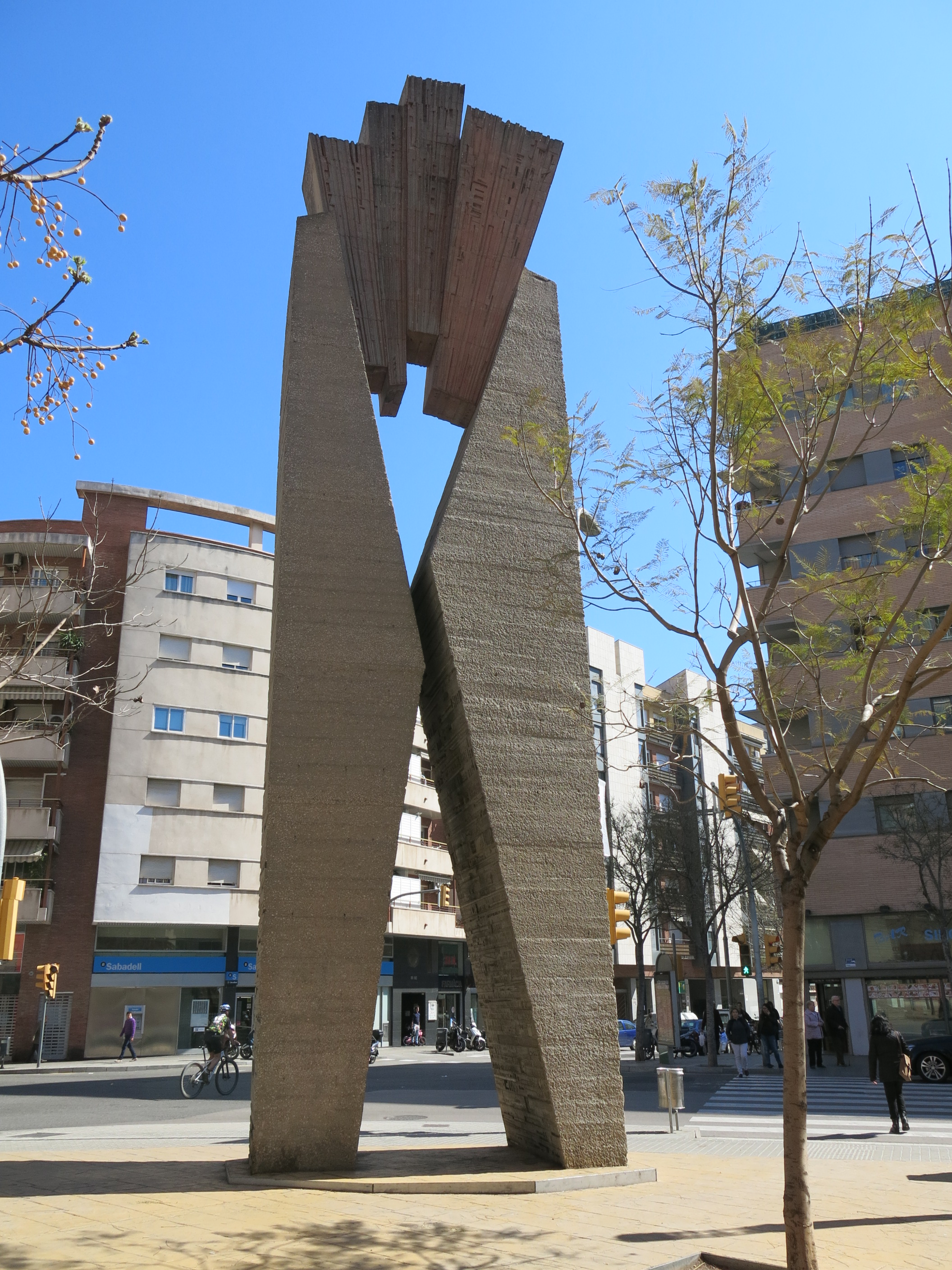
Croce ad X di Sant'Eulalia a L'Hospitalet de Llobregat, nota come «La Pinza».

A Barcellona Eulalia è ricordata da varie vie e statue. Il suo corpo fu sepolto originariamente a Santa Maria de les Arenes (oggi Santa Maria del Mar); fu nascosto durante la conquista araba della Spagna nel 713 e ritrovato solo nell'878. Nel 1339, fu collocato in un sarcofago d'alabastro scolpito da Lupo di Francesco allievo di Giovanni Pisano nella cripta della nuova Cattedrale di Sant'Eulalia.
Il Martirologio Romano la riporta al 12 febbraio; i festeggiamenti in onore della santa hanno luogo a Barcellona, della quale sant'Eulalia è patrona, nella settimana che comprende questo giorno.